# Гейзер
Гейзерът е горещ извор, който периодично изхвърля вода над земята. Названието „гейзер“ произлиза от името на исландския извор Гейсир (от исландски: gjósa, „избликвам“) – един от първите, станали известни в Европа.
Гейзерите се образуват само при определени хидрогеоложки условия, които са налице само на няколко места по света, поради което те са сравнително рядко явление. Тяхното разпространение е тясно свързано с вулканичните области, макар изригванията им да не са свързани с вулканична дейност. Гейзерите имат широк отвор с отвесен дълбок канал – гърло, което е пълно с кристално чиста и гореща вода в дълбочина до 127°С, а горе до 82°С. Водата им не изтича постоянно, а с прекъсване и избухване. Горещият воден стълб, изхвърлен от гейзера, може да достигне повече от 80 m височина. Една част от изхвърлената вода се разпръсква встрани и се изтича наоколо, а друга част от водата пада отново в неговото гърло. Поради това, че водите на гейзерите съдържат разтворени силициеви соли, от тях се отделя слез избухването силициев двуокис (SiO2) и при оттичането на водите се образуват силициеви отложения във вид на тераси около гейзерното гърло. По света са известни около хиляда гейзера. Половината от тях се намират в Националния парк Йелоустоун в Съединените щати, в Исландия, Нова Зеландия, Камчатка. От 1957 г. единственият у нас гейзер се намира в град Сапарева баня.